# 前川電気
株式会社前川電気（まえかわでんき、英字商号:MAYEKAWA ELECTRIC. CO., LTD.)は鶏肉の脱骨ロボットのトリダスをはじめとする食品加工機械や金属検出装置の開発・製造・販売および工作機械のレトロフィットなどを行う機械製造企業。
前川製作所のグループ会社である。

## 拠点
- 本社　　　　　東京都江東区牡丹3丁目14番15号
- 関西支店　　大阪府大阪市福島区海老江1丁目4番27号
- 守谷工場　　茨城県守谷市立沢2000番地
- 佐久工場　　長野県佐久市大字長土呂774番地

## 受賞
第4回ロボット大賞の表彰式が平成22年11月26日、日本科学未来館にて行われ、前川電気が製作した豚もも部位自動除骨ロボット「HAMDAS-R（ハムダスR）」が最優秀中小・ベンチャー企業賞（中小企業庁長官賞）を受賞している。